# Brauerei Karl Hintz
A Brauerei Karl Hintz é uma cervejaria situada em Marne, Dithmarschen, na costa oeste de Schleswig-Holstein. Seu produto mais conhecido é a Dithmarscher Pilsener. Em 2009 produziu 180.000 hectolitros de cerveja.

## Produtos
- Pilsener
- Dunkel
- Urtyp
- Naturtrüb
- Maibock
- Urbock
- Alkoholfrei
- Lemon